# Cornifícia (poetessa)
Cornifícia, en llatí Cornificia, (c. 85 aC - 40 aC) fou una dama romana, germana del poeta Cornifici (que podria ser Luci Cornifici el Jove o Quint Cornifici el Jove) i ella mateixa també poeta. Jeroni d'Estridó diu que va escriure alguns epigrames que eren considerats excel·lents.

## Vida
Cornifícia pertany a l'última generació de la República romana. Filla de Quint Cornifici i germana del poeta, pretor i àugur Quint Cornifici el Jove. De Cornifícia se sap que es va casar amb un home anomenat Camerius. Jane Stevenson ha suggerit que aquest podria ser el mateix Camerius que era amic del poeta Catul, a qui esmenta en el seu poema 55.
El fet que el germà de Cornifícia es convertís tant en un pretor i un àugur indica que la família era d'estatus considerable. Un pretor era magistrat i/o comandant militar, mentre que un àugur era un sacerdot i la seua tasca era “prendre els auspicis”, la interpretació de la voluntat dels déus mitjançant l'estudi de les activitats de les aus.

## Treball
Tot el treball de Cornifícia s'ha perdut. La seva reputació com a poeta es basa principalment en el segle quart, en la Crònica de sant Jeroni (347-420 dC). En l'escriptura del seu germà Cornifici, Jeroni diu "huius soror Cornificia, insígnies cuius Epigrammata existent" ('La seva germana era Cornifícia, la distingida en epigrames que han sobreviscut'). Això ha de significar que el seu treball encara s'estava llegint uns quatre-cents anys després de la seva mort.
Cornifícia és una de les cent sis dones que Giovanni Boccaccio va esmentar en De mulieribus claris, (1362 dC), i en diu:
"Ella va ser igual en glòria al seu germà Cornifici, que era un gran poeta de renom en aquest moment. No satisfet amb l'excel·lència en una esplèndida tècnica tal, inspirat per les muses sagrades, ella va rebutjar la filosa i es va tornar amb les mans experta en l'ús de la ploma, per escriure els versos d'Heliconian... Amb el seu geni i la seua mà, es va aixecar per sobre del seu sexe, i amb el seu esplèndid treball va adquirir una fama perpètua."
El Renaixement humanista i feminista la va rescatar de l'oblit. Laura Ceretà va escriure en una carta a Bibolo Semproni: "Afegeix també Cornifícia, la germana del poeta Cornifici, que amb una gran devoció per la literatura va donar a llum un fruit de tal manera que se li diu que s'ha alimentat amb la llet de les muses Castalian i que va escriure epigrames en què cada frase va ser premiada amb flors d'Heliconian".

## Monument
Un monument a Cornifícia i al seu germà sobreviu a Roma, amb la inscripció: Cornificia QF Cameri P. Cornificio QF FRATER PR. Àugur ('Cornifícia, la filla de Cinquè, esposa de Camerius, el seu germà fou Cinquè Cornifici, pretor i àugur).